# آدولف اشتراوس
آدولف اشتراوس (به آلمانی: Adolf Strauß) (۶ سپتامبر ۱۸۷۹–۲۰ مارس ۱۹۷۳) یک نظامی بلندپایه اهل آلمان در دوره رایش سوم بود که در جریان جنگ جهانی دوم فرماندهی یگان‌های مختلفی از جمله ارتش نهم ورماخت را بر عهده داشت.

## ورماخت

### جنگ جهانی دوم

#### شوروی
ترفیع درجات:
- ژوئیه ۱۹۰۱: ستوان دوم
- ۱۶ ژوئن ۱۹۱۰: ستوان یکم
- ۱ اکتبر ۱۹۱۴: سروان
- ۱ ژانویه ۱۹۲۴: سرگرد
- ۱ مه ۱۹۲۹: سرهنگ دوم
- ۱ آوریل ۱۹۳۲: سرهنگ
- ۱ دسامبر ۱۹۳۴: سرتیپ
- ۱ سپتامبر ۱۹۳۷: سرلشکر
- ۱۰ نوامبر ۱۹۳۸: سپهبد (ژنرال پیاده‌نظام)
- ۱۹ ژوئیه ۱۹۴۰: ارتشبد

ارتشبد اشتراوس در جریان عملیات بارباروسا، تهاجم آلمان به شوروی که از ۲۲ ژوئن سال ۱۹۴۱ آغاز شد، فرماندهی ارتش نهم از گروه ارتش مرکز ورماخت را بر عهده داشت. روز ۱۲ ژانویه سال ۱۹۴۲، پس از درخواست خود به جهت "دلایل سلامتی"، از فرماندهی ارتش نهم کنار نهاده شد و در مابقی طول جنگ هیچ مقامی به او اعطا نگردید.

## پس از جنگ
پس از جنگ چهار سال را در اسارت متفقین گذراند. ارتشبد آدولف اشتراوس در سال ۱۹۷۳ درگذشت.